# Acanthastrea hillae
Acanthastrea hillae is een rifkoralensoort uit de familie van de Lobophylliidae. De wetenschappelijke naam van de soort is voor het eerst geldig gepubliceerd in 1955 door Wells.